# ДШК

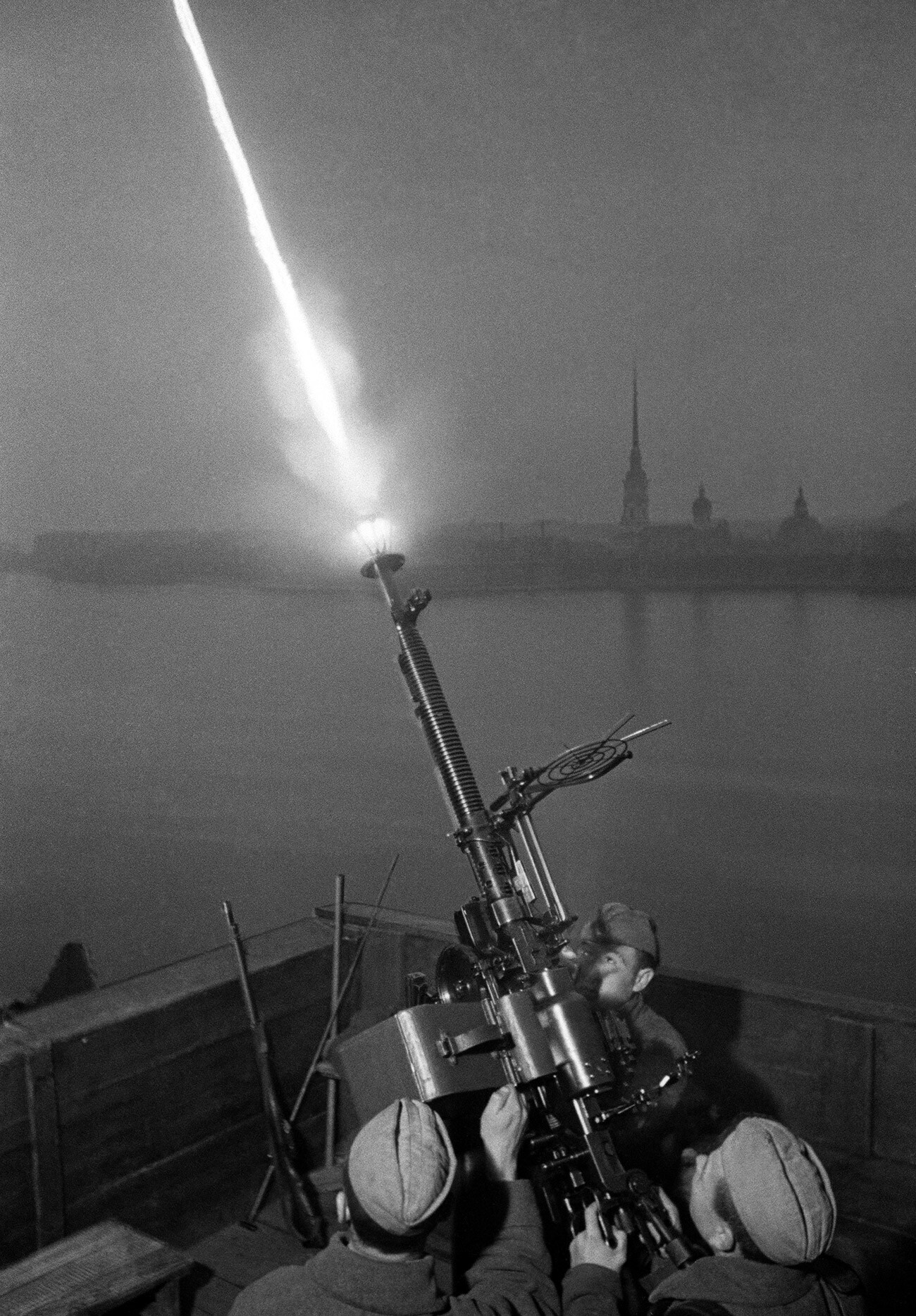
Кулеметна обслуга сержанта Федора Конопльова веде вогонь по літаках, Ленінград, 9 жовтня 1942 р.

12,7-мм ста́нковий кулеме́т Дегтярьова-Шпагіна зразка 1938 року (ДШК, Індекс ГРАУ — 56-П-542, рос. «Дегтярева-Шпагина крупнокалиберный») — радянський великокаліберний кулемет під набій 12,7×108 мм, що був прийнятий на озброєння 26 лютого 1939 постановою Комітету Оборони при РНК СРСР. ДШК системи Дегтярьова В. О. з барабанним приймачем стрічки системи Шпагіна Г. С. встановлювався на універсальному станку системи І. М. Колесникова з відокремлюваним колісним ходом і розкладною триногою. У роки радянсько-німецької війни кулемет ДШК застосовувався піхотними підрозділами для боротьби з повітряними цілями, легкоброньованою технікою противника, його живою силою на великих і середніх дальностях, та як додаткове озброєння танків і САУ.
У 1946 році під позначенням ДШКМ (рос. Дегтярёв, Шпагин, крупнокалиберный модернизированный, Індекс ГРАУ — 56-П-542М) кулемет був прийнятий на озброєння Радянської Армії.

## Історія створення
Завдання на створення першого радянського великокаліберного кулемета, призначеного в першу чергу для боротьби з літаками на висотах до 1500 метрів, було видано на той момент уже досвідченому і добре відомому зброяру Дегтярьову в 1929 році. Менше ніж через рік Дегтярьов представив на випробування свій кулемет калібром 12,7 мм, а з 1932 року розпочалось дрібносерійне виробництво кулемета з позначенням ДК (рос. «Дегтярева крупнокалиберный»). Загалом ДК повторював за конструкцією ручний кулемет ДП-27 і мав барабанні магазини на 30 патронів, які встановлювалися на кулемет зверху. Недоліки такої схем подачі патронів (громіздкість і велика маса магазинів, низька практична скорострільність) змусили закрити випуск ДК у 1935 році та зайнятися його вдосконаленням. До 1938 року конструктор Шпагін розробив модуль стрічкової подачі патронів для ДК і в 1939 році вдосконалений кулемет був прийнятий на озброєння Червоної Армії з позначенням рос. «12,7 мм крупнокалиберный пулемёт Дегтярёва — Шпагина образца 1938 года — ДШК».
Масовий випуск ДШК розпочатий в 1940—1941 рр. Вони використовувались як зенітні, як зброя для підтримки піхоти, встановлювались на бронетехніку і малі кораблі (в тому числі торпедні катери). За досвідом війни в 1946 році кулемет модернізований (змінена конструкція вузла подачі стрічки, кріплення ствола) і кулемет прийнятий на озброєння з позначенням ДШКМ (рос. Дегтярёв, Шпагин, крупнокалиберный модернизированный).

## Бойове застосування

### Російсько-українська війна
Кулемети ДШК використовували обидві сторони конфлікту — як українські військові, так і російські терористи.
В грудні 2015 українськими волонтерами була створена великокаліберна снайперська гвинтівка на базі ДШК. При цьому, гвинтівка може бути перетворена назад на кулемет.
Українські військові також вдосконалювали кулемет. Інженери спецпідрозділу «Хорт» розробили для нього глушник-полум'ягасник. Українські військові використовують ДШК для оборони блокпостів і опорних пунктів. Пристрій був розроблений в декількох модифікаціях і призначений також для нічних і диверсійних операцій. Звук пострілів не зникає повністю, але сильно змінюється — це може збити противника з пантелику.

## Оператори
| - Азербайджан - Албанія - Алжир - Ангола - Афганістан - Бангладеш - Білорусь - Болгарія - Вірменія - В'єтнам - Демократична Республіка В'єтнам - Гамбія - Гана - Гвінея - Гвінея-Бісау - Грузія - Екваторіальна Гвінея - Еритрея | - Ефіопія - Єгипет - Ємен - Замбія - Зімбабве - Ізраїль - Індонезія - Ірак - Іран - Йорданія - Кабо-Верде - Казахстан - Камбоджа - Кіпр - Киргизстан - КНР - Республіка Конго - ДР Конго | - Північна Корея - Куба - Лаос - Лівія - Литва - Мадагаскар - Північна Македонія - Малі - Мальта - Мозамбік - Монголія - Нігерія - Нікарагуа - Пакистан - Перу - Польща - Росія - Сейшельські Острови | - Сирія - Сьєрра-Леоне - Словаччина - Сомалі - Сербія - СРСР - Танзанія - Того - Туркменістан - Уганда - Україна - Угорщина - Фінляндія - Центральноафриканська Республіка - Чад - Чехія - Чехословаччина - Чилі - Югославія |

### Україна
З початком російської агресії для забезпечення сухопутних підрозділів зі складів «дістали» ДШКМ.
Про опанування виробництва кулемета ДШКМ заявили на підприємстві НВК «Техімпекс» та за деякою інформацією навіть поставили партію кулеметів на експорт.
А влітку 2021 року про налагодження виробництва кулеметів ДШКМ заявив завод «Маяк». 1 липня 2021 року відбулась презентація кулеметів у дії для делегації однієї з африканських країн.
На початку грудня 2021 року стало відомо, що катери Ocea FPB 98 Державної прикордонної служби України отримають кормовий кулемет типу ДШКМ.
Також відомо про використання модифікованих «ручних» варіантів, відомих під умовною назвою «ДШКМ-ТК» (тактичний комплект), що стріляють із двоноги: для цього кулемети оснащуються двоногою, прикладом, масивним дульним гальмом для зменшення відбою та модифікованим УСМ. За словами військових, ці модернізації виправляють деякі недоліки станкових ДШК, а саме значну вагу та низьку стабільність при стрільбі навіть короткими чергами.

## Галерея

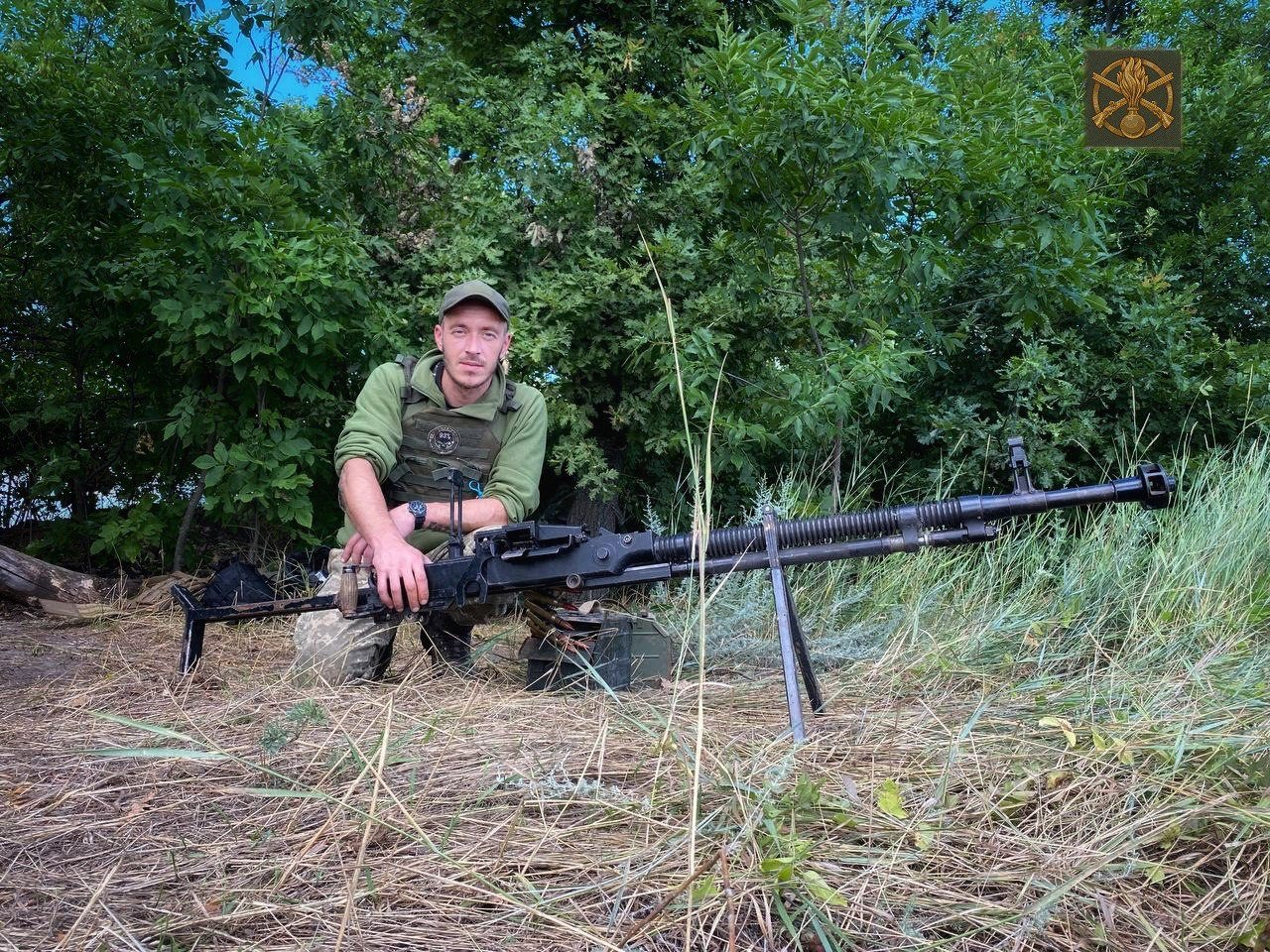
ДШКМ-ТК в 22 ОМПБ